# Grytviken

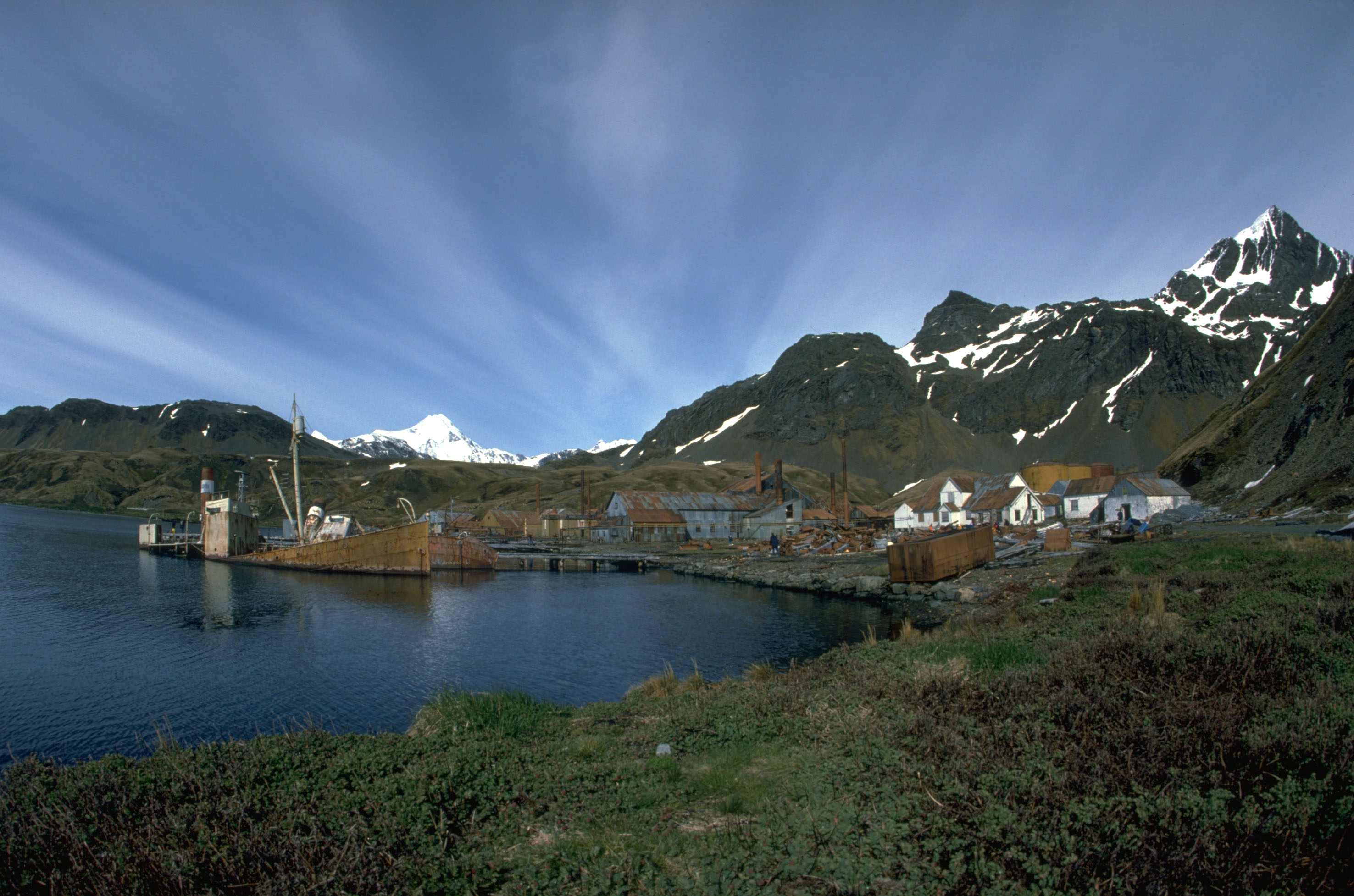
Imagem da localidade de Grytviken, vendo-se os vestígios da exploração baleeira, abandonada por volta de 1965.

Grytviken (ou, em tradução livre, Baía dos Caldeirões ou Potes) é um porto localizado na costa norte da principal ilha do arquipélago de Geórgia do Sul. Situa-se a 2 034 km de Ushuaia e 1 450 km da pequena cidade de Port Stanley, nas ilhas Malvinas/Falkland. Hoje habitado ocasionalmente, era a única povoação habitada do arquipélago. 
Foi centro da indústria baleeira do Atlântico Sul durante os anos 1904-1965. Também foi refúgio de expedições científicas à Antártida. 

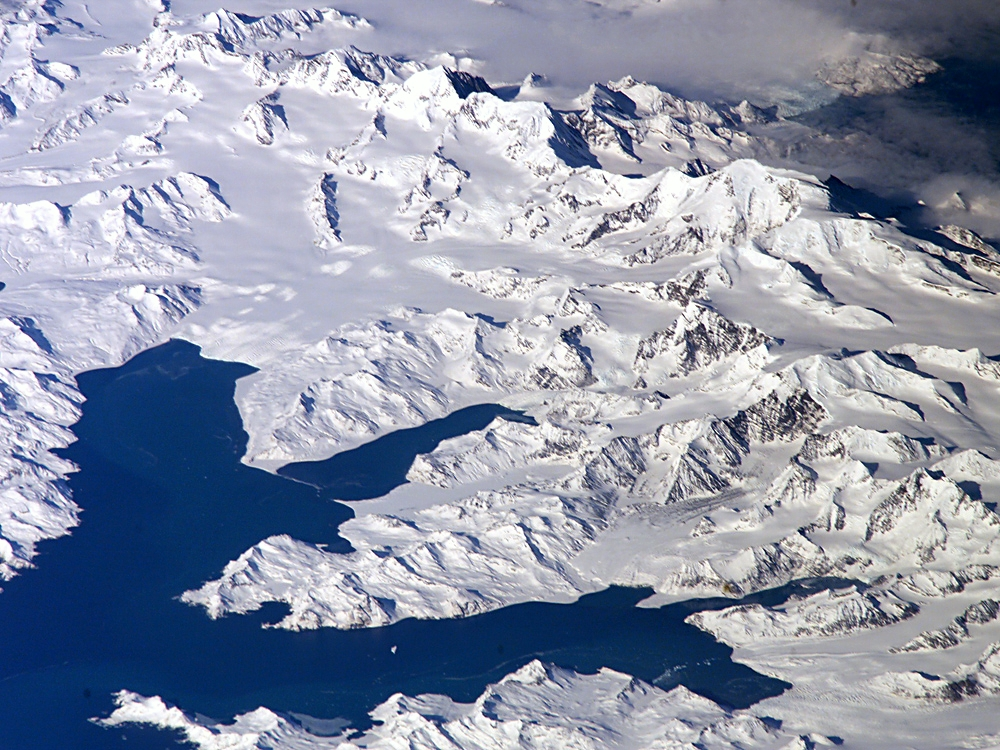
Baía Cumberland com península Thatcher e Grytviken

Esta povoação baleeira foi fundada por Carl Antón Larsen, nascido na Noruega e naturalizado britânico (adotou cidadania britânica em 1910). A origem do topónimo Grytviken (que em sueco e norueguês bokmål  significa baía ou porto (viken) e caldeiro(pote), caldeirão (gryt, gryte)) é de 1902, quando um sueco em expedição achou vários potes utilizados para fazer ferver óleo de focas pelo caçadores ingleses dos séculos XVIII e XIX. Um destes potes com a inscrição ‘Johnson and Sons, Wapping Dock London’ está preservado no Museu de Geórgia do Sul em Grytviken. 
Atualmente as instalações encontram-se em graves condições de deterioração.
Existe uma igreja, um museu recentemente criado e um posto de correios.
A temperatura média (século XX) do mês mais frio é de -2 °C. 